# Béatrice Lamarche
Béatrice Lamarche (ur. 1 października 1998 w Quebecu) – kanadyjska łyżwiarka szybka, srebrna medalistka mistrzostw świata.

## Kariera
Na mistrzostwach świata juniorów w Changchun w 2016 zdobyła brązowe medale w biegu na 1500 m i starcie masowym. Na rozgrywanych rok później mistrzostwach świata juniorów w Helsinkach była trzecia w starcie masowym i biegu na 1000 m. Ponadto wywalczyła złoto w starcie masowym na mistrzostwach świata juniorów w Salt Lake City w 2018.
Na mistrzostwach świata na dystansach w Hamar w 2025 zdobyła srebrny medal w sprincie drużynowym.
Podczas mistrzostw czterech kontynentów w Quebecu (2023) zdobyła złoto w biegu drużynowym oraz brąz w biegach na 1000 m i 3000 m. Kolejny złoty medal, w sprincie drużynowym, zdobyła na mistrzostwach czterech kontynentów w Hachinohe (2025).